# Géographie illustrée de la France et de ses colonies
La Géographie illustrée de la France et de ses colonies est un dictionnaire de géographie écrit par Jules Verne et Théophile Lavallée.

## Historique
Après la mort en 1866 de Lavallée qui avait déjà écrit une longue introduction, Pierre-Jules Hetzel décide de confier la suite de l'ouvrage à Jules Verne. Celui-ci est alors en pleine rédaction de Vingt Mille Lieues sous les mers et se fait aider dans son travail de copie et de recherche par sa femme Honorine. L'ouvrage est rédigé au Crotoy.
Un premier tome paraît à la fin de 1867 et un second à la fin de l'année 1868. À l'exception d'une publication en feuilleton de juillet 1867 à décembre 1881 dans le Journal des voyages sans mention des noms des auteurs, l'ouvrage ne paraît plus ensuite qu'en un seul volume.

### Polémique
À partir du dimanche 2 décembre 1877, la publication est signée Eugène Domergue, un auteur de la Revue Le Tour de la Terre en Quatre-vingts Récits. Pierre-Jules Hetzel avait écrit à Verne à son sujet en septembre 1874 : « J'ai peur que si je refuse d'en prendre la vente [A propos de l'ouvrage Les Voyages célèbres] [...] l'auteur ne se mette en tête de faire la série des Grands voyages et des grands voyageurs dont vous avez fait un volume et vous barre le chemin pour la suite que vous ferez un jour ou l'autre. »
La Géographie de Domergue du Journal des voyages ne paraîtra en volume qu'en 1900. Domergue précise qu'elle a été élaborée à partir de la Géographie universelle de Conrad Malte-Brun et de La France illustrée de Victor Adolphe Malte-Brun, pourtant, à la comparaison des ouvrages, aucun point commun ne se retrouve à l'inverse de celle écrite par Jules Verne.
Dans une lettre de Verne à Hetzel, celui-ci écrit : « Je travaille comme un bien heureux. Je mors dur à la Géographie de la France [...]. Je vous dirai que je fais cela avec un soin extrême, beaucoup plus de soin, entre nous, que le brave homme qui travaillait pour Lavallée. Je trouve que celui-là gagnait lestement son argent, car la plupart du temps, il se bornait à copier le Malte-Brun... ». Verne signale les mêmes copies qu'il réécrit dans une autre lettre du 27 février.
Alexandre Tarrieu dans son étude sur la Géographie de la France soulève ainsi la question : « Eugène Domergue n'est-il pas ce fameux « brave homme qui travaillait pour Lavallée » ? » et conclut : « Une chose est certaine, il est indéniable, à quelques nuances près [...] que ses deux Géographie sont les mêmes. »

## Description
Après une longue introduction rédigée par Théophile Lavallée sous le titre Géographie générale de la France, Jules Verne détaille chaque département en suivant les mêmes rubriques : 
- Situation. Limites. Aspect Général
- Orographie. Hydrographie
- Climat
- Superficie. Population
- Agriculture
- Mines. Carrières
- Industrie. Commerce
- Routes. Canaux. Chemins de fer
- Histoire
- Hommes célèbres
- Divisions administratives
- Description des villes.

Les cartes de chaque département sont illustrées par François-Constant Mès dit Constant et gravées par Charles-Jules Sédille.